# Joe Brown

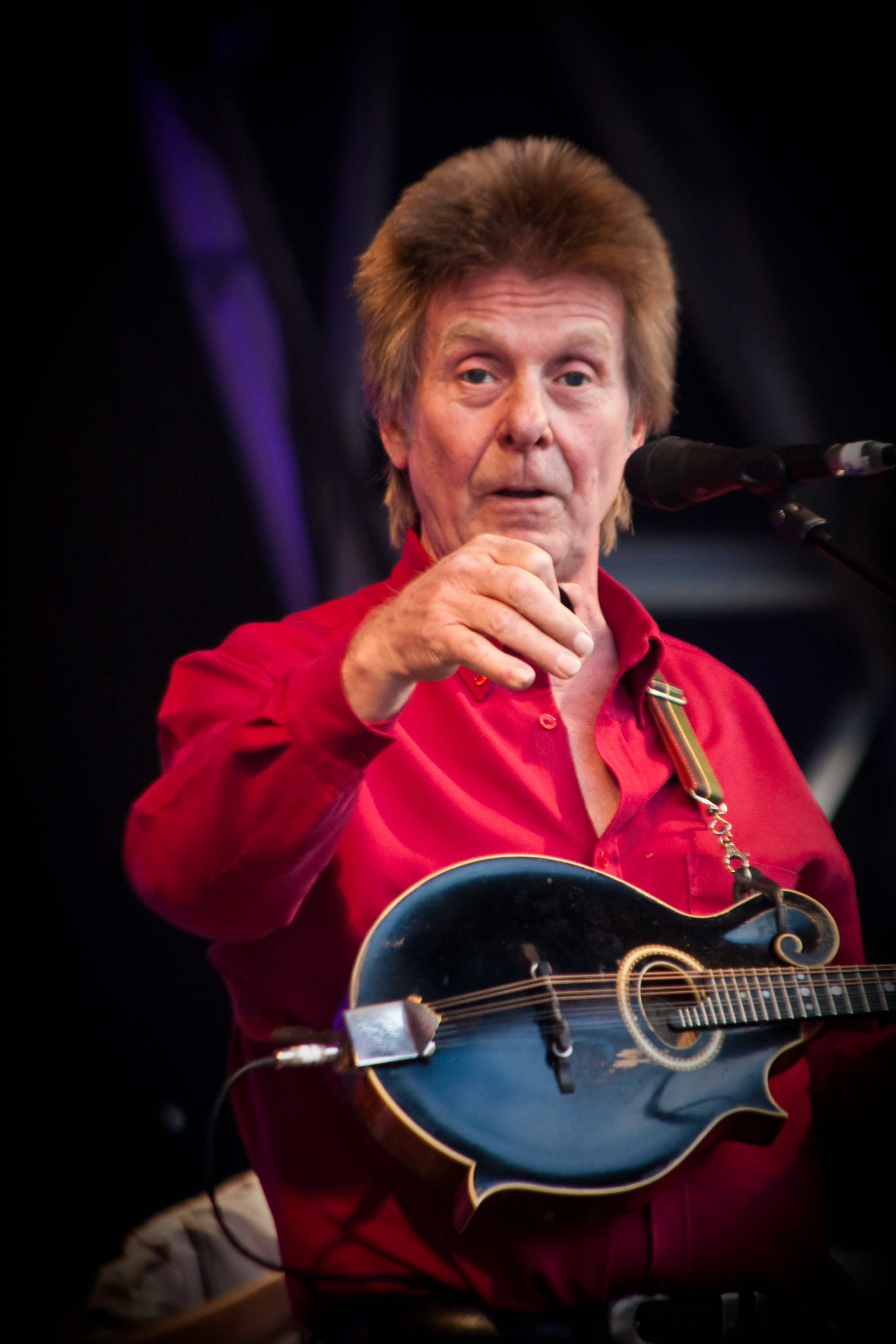
Joe Brown.

Joe Brown, född 13 maj 1941 i Swarby, Lincolnshire, är en engelsk sångare och gitarrist. Han har varit aktiv som musiker sedan slutet av 1950-talet. Han har även medverkat i några filmer och musikaler. Han är far till Sam Brown.
Han upptäcktes av managern Larry Parnes vilket ledde till att han fick skivkontrakt på Decca Records där han skivdebuterade 1959. Hans inspelning av "Darktown Strutters' Ball" nådde 1960 plats 34 på brittiska singellistan. Han var som mest populär under åren 1962-1963 då han var kontrakterad hos Piccadilly Records tillsammans med kompgruppen The Bruvvers. Då gav han ut singlarna "A Picture of You", "It Only Took a Minute" och "That's What Love Will Do" som alla nådde topp 10-placering på brittiska singellistan. "A Picture of You" gick även in på svenska Kvällstoppen på plats 19. Efter att "Nature's Time for Love" och "Sally Ann" blivit mindre hits 1963 följde flera singlar som inte gjorde något väsen av sig. 1967 fick han åter en mindre hit med en cover av The Beatles "With a Little Help from My Friends" som nådde plats 32 i hemlandet och gick upp på svenska Tio i topp-listan. Dock röstades den ur redan nästföljande vecka.
1963 spelade han huvudrollen i filmen What a Crazy World. Under åren 1965-1968 medverkade han i en av huvudrollerna i musikalen Charlie Girl på Adelphi Theatre i West End.